# PEGylace

Strukturní vzorec polyethylenglykolu

Jako PEGylace se označuje kovalentní i nekovalentní připojování polyethylenglykolu (PEG) na molekuly a makroskopické struktury, jako jsou léčiva nebo bílkoviny. Provádí se zahříváním reaktivního derivátu PEG s příslušnou látkou. Kovalentní navázání polyethylenglykolu na léčivo může toto léčivo z pohledu imunitního systému zakrýt a také pomocí něj lze rozpustit hydrofobní léčiva a bílkoviny.

## Využití

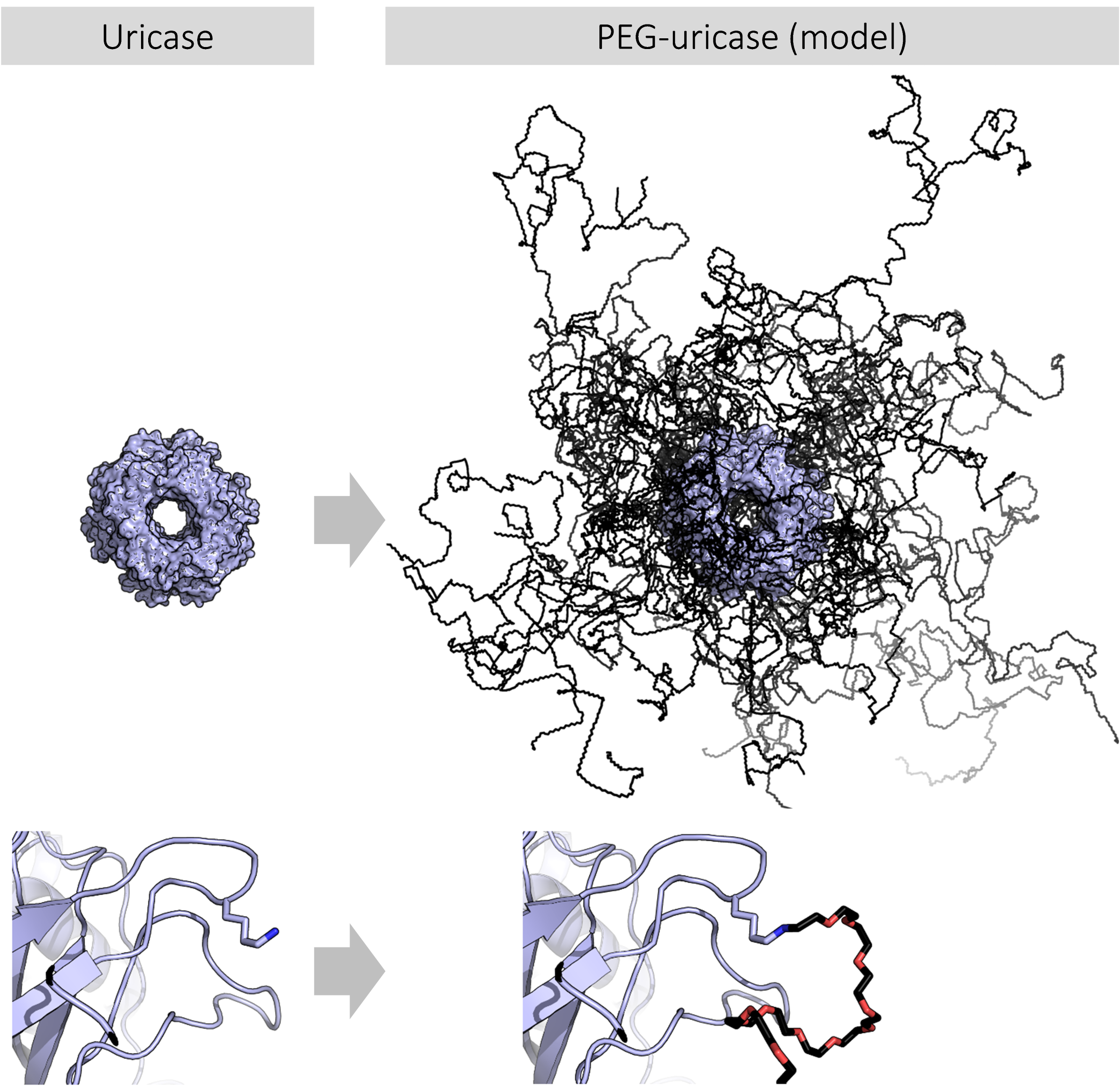
Srovnání urikázy a PEG-urikázy; PEG-urikáza má na molekule navázaných 40 molekul 10kDa PEG. PEGylace zlepšuje rozpustnost při fysiologickém pH, prodlužuje poločas séra a omezuje imunogenitu, aniž by došlo ke snížení aktivity. Na obrázcích nahoře je celý tetramer, dole jeden z PEGylovaných lysinů.

PEGylace spočívá v připojování řetězců PEG na molekuly, obvykle peptidy, bílkoviny a protilátky, za účelem vylepšení vlastností léčiv. Při tom může například dojít ke změně chemické struktury, elektrostatického působení mezi molekulami či hydrofobnosti látky. Tímto dochází ke změně schopnosti látky navázat se na buněčné receptory a tím ovlivnění absorpce a distribuce. Rovněž lze pomocí PEGylace upravit rozpustnost léčiva a prodloužit intervaly mezi jeho dávkováním, čímž se často sníží toxicita, aniž by došlo k oslabení účinku, také zvýšit stabilitu a odolnost vůči proteázám.

### Ve výzkumu
Ve výzkumu se PEGylace uplatňuje při přenosu bílkovin, buněčné transfekci a úpravách genomu.

## Průběh
Prvník krokem PEGylace bývá funkcionalizace PEG na jednom z konců molekuly. Pokud k ní dojde na obou koncích, tak může být vzniklý produkt „homobifunkční“ (pokud se navážou dvě stejné skupiny) nebo „heterobifunkční“ (při navázání dvou různých skupin). Chemicky aktivní a nebo aktivované deriváty se připravují navázáním PEG na požadovanou molekulu.
Výběr použité funkční skupiny se provádí podle druhu reaktivní skupiny na molekule, na kterou se má PEG navázat; u bílkovin to bývají reaktivní aminokyseliny jako například lysin, cystein, histidin, arginin, kyselina asparagová, kyselina glutamová, serin, threonin a tyrosin. Při konjugaci s aldehydovými polymery lze využít též aminovou skupinu na N-konci nebo karboxylovou skupinu na C-konci.
Deriváty první generace se připravují reakcí PEG se skupinou, která má reaktivní hydroxyly, například anhydridem, acylchloridem nebo chlormravenčanem. U druhé generace se využívají reakce s vhodnějšími skupinami, jako jsou aldehydy, estery a amidy.
Objevuje se vysoká poptávka po heterobifunkčních derivátech polyethylenglykolu; lze je totiž použít ke spojení dvou molekul tam, kde je potřeba hydrofilní, flexibilní a biokompatibilní molekuly. Nejčastěji používanými funkčními skupinami u heterobifunkčních derivátů jsou maleimid, vinylsulfony, pyridyldisulfid, aminy, karboxylové kyseliny a estery N-hydroxysukcinimidu.
PEGylační činidla třetí generace se používají, pokud je polymer rozvětvený do tvaru připomínajícího hřeben nebo Y, kde snižují viskozitu a zlepšují akumulaci v orgánech.

## Omezení
Nepředvídatelná rychlost odstraňování derivátů PEG z krevní plazmy může vést k hromadění sloučenin s vysokou molekulovou hmotností v játrech, u něhož však není známo, že by bylo toxikologicky významné. Změna délky řetězce může in vivo vést k nepředvídatelným změnám v odbourávání polymeru. Stabilitu PEGylovaných produktů mohou také ovlivňovat reakční podmínky, jako jsou pH, teplota, doba provádění reakce a poměr látkového množství peptidu a derivátu PEG. K překonání těchto omezení bylo vyvinuto několik postupů, například změna molekulové hmotnosti nebo polohy a druhu vazby PEG na peptid.